# 勝利の聖母

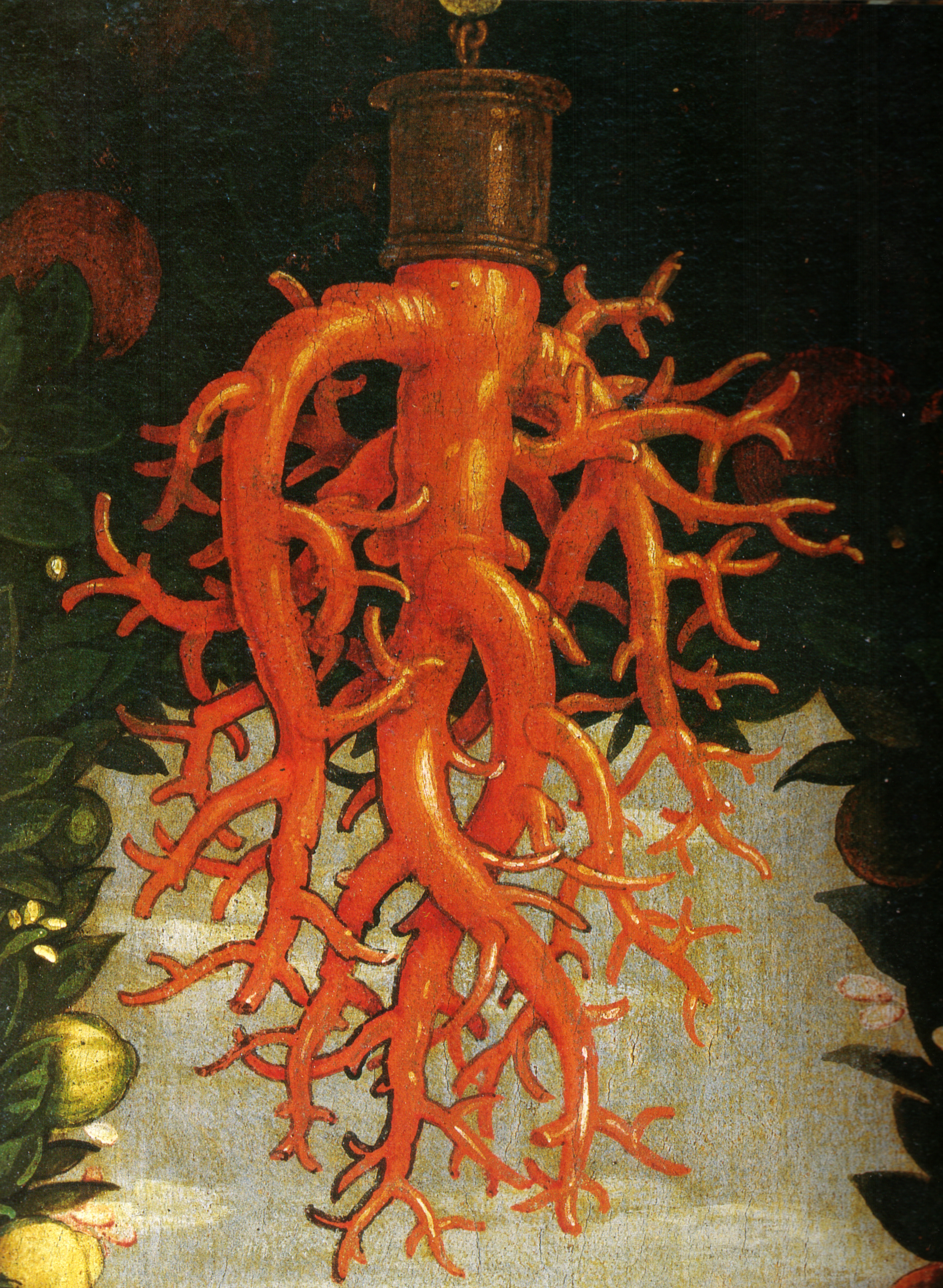
サンゴ (部分)

『勝利の聖母』（しょうりのせいぼ、仏: La Vierge de la Victoire、英: Madonna della Vittoria）は、初期イタリア・ルネサンスの巨匠アンドレア・マンテーニャが1496年ごろ、キャンバス上にテンペラと油彩で描いた祭壇画である。玉座の聖母子をその両側にいる6人の聖人、および絵画の寄進者であるマントヴァ公フランチェスコ2世・ゴンザーガとともに描いている。作品は元来マントヴァにあったが、ナポレオン戦争中にフランス軍に略奪され、パリに持ち去られた。現在、ルーヴル美術館に所蔵されている。 

## 歴史

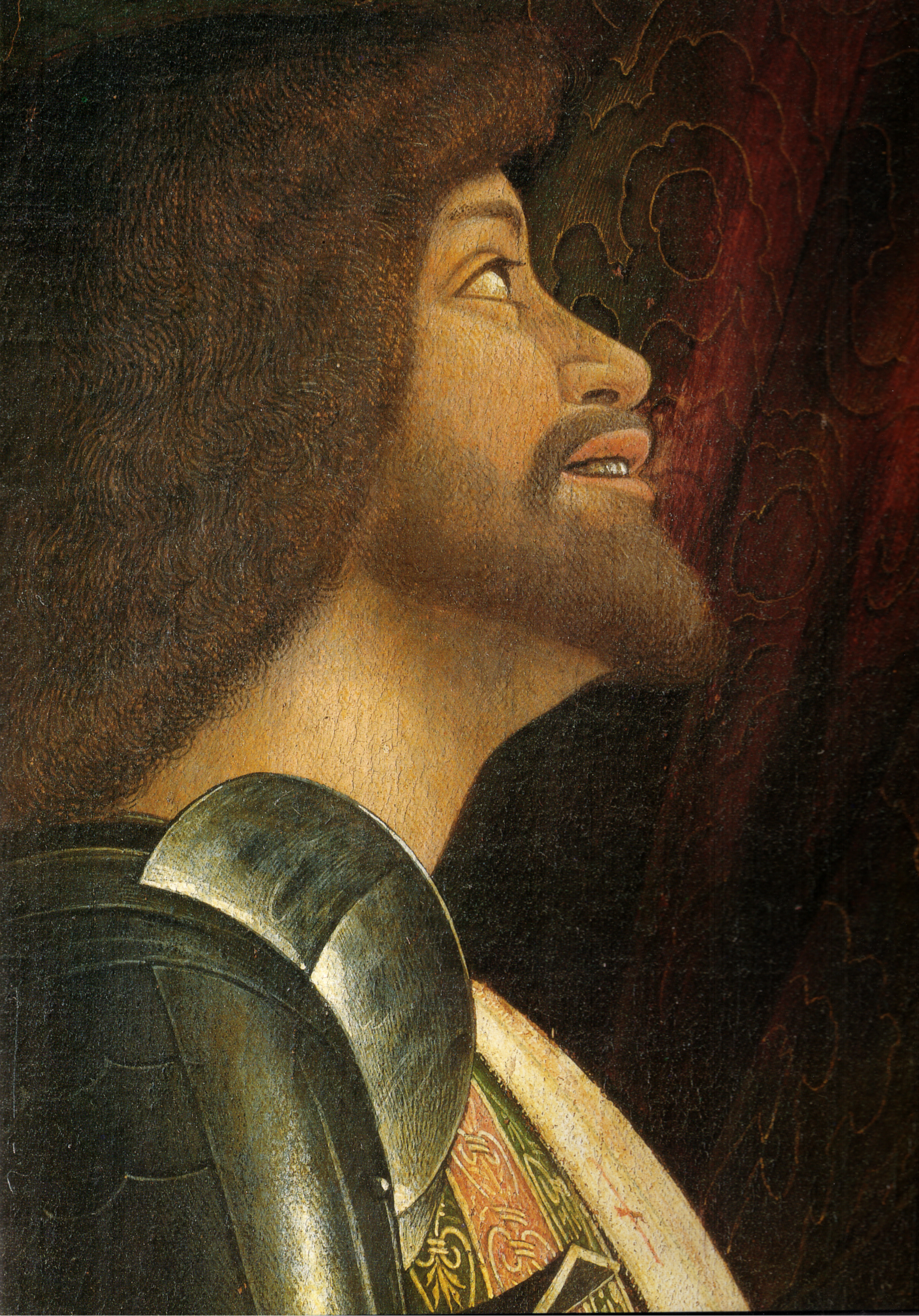
フランチェスコ・ゴンザーガ (部分)

1495年7月6日、シャルル8世 (フランス王) の率いるフランス軍は、第一次イタリア戦争 (1495-1496年) の後、退却しつつ、フォルノーヴォの戦いでイタリア連合軍と戦った。マントヴァ公フランチェスコ2世・ゴンザーガに指揮された連合軍は、イタリアにおけるフランスの支配を食い止める決意をした多くの国家からなり、神聖ローマ帝国、スペイン、ヴェネツィア、ミラノ、アレクサンデル6世 (ローマ教皇)  統治下の教皇領を含んでいた。連合軍は、フォルノーヴォでフランス軍より多くの死傷者を出し、目標であったフランス軍を壊滅させることに失敗した上、そのままフランスに退却することを許してしまったにもかかわらず、フランチェスコは勝利を宣言した。フォルノーヴォにおける自称の勝利を記念するため、彼はマンテーニャに本作『勝利の聖母』を描くよう依頼した。
フランチェスコがマントヴァを不在にしていた間、ユダヤ人の銀行家ダニエーレ・ダ・ノルサ (Daniele da Norsa) は、マントヴァのサン・シモーネ地区にあったフランチェスコの家を購入し、その家の正面を飾っていた聖母マリアの図像を自身の紋章に置き換えてしまった。摂政のシジスモンド・ゴンザーガは彼に図像を復元するように命じ、ダニエーレは同意したが、反ユダヤ主義の感情で燃え上がった大衆は彼の家を破壊してしまった。
マントヴァ公フランチェスコ・ゴンザーガは帰還した時、ダニエーレに礼拝堂の建設と奉納画の制作に支出するよう強制した。絵画はマントヴァの宮廷画家マンテーニャによって制作されることになり、1496年のマントヴァ公のフォルノーヴォでの勝利の記念日に完成した。絵画は、ダニエーレの家の廃墟の上に建立されたサンタ・マリア・デッラ・ヴィットーリア (勝利の聖母) 教会に設置された。
本作は、ナポレオン戦争中にフランス軍によって略奪された絵画のうちの1点として、1798年までにはルーヴル美術館に展示されていた。絵画は、そのサイズの大きさにより輸送が困難ということを口実として返還されることはなかった。絵画にキバタン (オウムの1種) が登場しているのは、オーストララシア地域でのアラブ人の通商の証拠とみなされており、キバタンはアル＝カーミルからフリードリヒ2世 (神聖ローマ皇帝) への贈り物であった。

## 作品
この祭壇画は、フランチェスコ・ゴンザーガが聖母マリアに賛辞を捧げているところを表している。聖母は、大理石のインターシャ (intarsia) とレリーフで装飾された玉座に就いている。彼女のポーズについては、レオナルド・ダ・ヴィンチの『岩窟の聖母』 (ルーヴル美術館) に由来するという説もある。
ライオンの脚のある玉座の基部のメダルの中には、「REGINA/CELI LET./ALLELVIA」 (天国の女王、喜べ、ハレルヤ) という銘文がある。玉座の基部は丸い台座にのっており、台座には「原罪」のレリーフと、『旧約聖書』の「創世記」から採られたほかの物語のレリーフがあるが、祈る人物像により部分的に隠されている。玉座の裏側には、織布とガラス製の真珠で装飾された大きな太陽円盤がある。
2本の赤い花 (「受難」の象徴) を持つ幼子イエス・キリストと聖母マリアは、フランチェスコ・ゴンザーガを見つめている。彼は跪いて、聖母子の祝福を受けながら感謝の笑みを浮かべている。戦闘中にフランチェスコに与えられた加護は、部分的に彼を覆っている聖母の外套によって象徴されている。
絵画の寄進者フランチェスコの反対側には洗礼者ヨハネがおり、「ECCE/AGNVS/DEI ECCE/Q[VI] TOLL/IT P[ECCATA] M[VNDI]」 (神の子羊を見よ、彼は世界の罪を取り除く)と書かれているいつもの紙片が見える十字架を持っている。彼の横には、フランチェスコの妻イザベラ・デステの守護聖人で、ヨハネの母である聖エリサべトがいる。守護聖人として聖エリサべトが選ばれたのは、ゴンザ―ガ夫妻の家から聖母像を取り除いた罰金として本作の支払いを強制されたノルサ家の人々への審判のメッセージであった。黄色いターバンを着けているユダヤ人女性として表されている聖エリサべトは、ノルサ家の人々とは違い、聖母の聖性を認めた最初の人といわれていた。
両側には2組の聖人が立っている。前景には2人の武人聖人である、剣を持った聖ミカエルと折れた槍を持った聖ロンギヌス (または聖ゲオルギウス) がおり、ともに豊かに装飾された鎧を身に着けている。彼らの背後には、マントヴァの守護聖人で十字架の付いた長い棒を持った聖アンデレと、兜を被り、長い赤い槍を持ったもう1人の武人聖人聖ゲオルギウス (または聖ロンギヌス) がいる。これら武人聖人たちは、ほかを圧して大きな背丈で描かれ、場面に超現実的な雰囲気を与えている。
場面は、葉、花、果物でできたパーゴラ (北イタリアの絵画に特有の花輪) からなる半円形の後陣に設定されており、そこには数羽の鳥が見える。パーゴラの枠組みの頂上部には、聖母とウェヌスのアトリビュート (人物を特定化する事物) である貝殻があり、貝殻からは真珠、石英、そして、キリストの「受難」のもう1つの象徴である大きな赤いサンゴが垂れ下がっている。オウムはキリストの誕生に言及するものである。こうした事物の描写は、マンテーニャの卓越した自然観察力を証明している。